# Sixto Cámara Tecedor
Sixto Cámara Tecedor (Baños de Rioja, 26 de octubre de 1878 - Castañares de Rioja, 26 de agosto de 1964) fue un matemático  español, cofundador de la Asociación Española para el Progreso de las Ciencias, la Sociedad Matemática Española y el Laboratorio y el Seminario Matemático de la Junta para la Ampliación de Estudios.

## Biografía
Realizó sus estudios en su pueblo natal, Baños de Rioja, en Miranda de Ebro y en Logroño. En 1897 ingresó en la Academia de Infantería de Toledo, obteniendo el grado de segundo teniente de infantería. Estuvo destinado en Pamplona, para llegar al Regimiento de Bailén en Logroño, en 1899. En junio de 1906 se licencia en Ciencias Exactas en la Universidad de Zaragoza. Desde esa ciudad prepara las asignaturas del doctorado en la Universidad Central de Madrid, título que consiguió en junio de 1908 con la exposición de su tesis «Apuntes para la teoría geométrica de las líneas cíclicas de cuarto orden y primera especie».
En 1911 colabora en la fundación de la Sociedad Matemática Española, de la que llegó a ser secretario en 1914. En 1913 consiguió la plaza de auxiliar numerario de Geometría en la Universidad Central de Madrid. En 1915 dirige la sección de Trabajos Gráficos y Nomográficos del seminario que la Junta para Ampliación de Estudios, presidida por Santiago Ramón y Cajal, creó bajo el nombre de «Laboratorio y Seminario Matemático», y en la que coincidió con Julio Rey Pastor.
En 1917 fue nombrado catedrático de Geometría Analítica de la Universidad de Valencia, lo que le obligó a abandonar su carrera militar. Durante ese mismo año consigue la cátedra de Geometría Métrica, y en 1922, la cátedra de Matemáticas Especiales 1.º. En 1933 trató de obtener la recientemente creada cátedra de Estadística Matemática de la Universidad de Madrid, con la intención de volver a Madrid, donde residía su familia. No obstante, sería otro riojano, Olegario Fernández Baños, natural de Badarán, quien consiguiera la plaza el 5 de febrero de 1934. No tuvo que esperar demasiado tiempo para conseguir su ansiado regreso a la capital, puesto que el 26 de octubre de 1935 conseguiría la cátedra de Geometría Analítica de la Universidad Central de Madrid. Pero llegó el inicio de la guerra civil española.
Se jubiló en 1948, viviendo hasta su muerte, acaecida en 1964, en la localidad riojana de Castañares de Rioja, donde una calle recuerda su figura.

## Obra
Además de infinidad de publicaciones en revistas especializadas, de entre sus principales publicaciones se pueden destacar:
- Apuntes para la teoría geométrica de las líneas cíclicas de cuarto orden y primera especie (tesis doctoral) (1908-1909)
- Estudio gráfico de la curva balística cualquiera que sea la ley de resistencia del aire. Método Pascal (1915)
- Elementos de Geometría Analítica (1941)

### Otras obras
- Algunas propiedades de los complejos de esferas aplicables al estudio de las superficies cíclicas (1911)
- Tangentes a una cuártica plana cíclica desde un punto propio (1911)
- Aplicaciones de la nomografía elemental al tiro de la infantería (1912-1913)
- Teoría de los agrupamientos obtenidos con fusil en fuego rasante (1914)
- Ligeras nociones de integración gráfica (1915)
- Composición de agrupamientos (1915)
- Sobre la clase de las cuárticas alabeadas de primera especie (1915)
- Círculos calculadores del Oficial de Infantería (1916)
- Sustituciones en el cuerpo algebraico normal de Galois (1916)
- Resumen de algunas lecciones de Geometría Métrica y Trigonométrica explicadas por (1917)
- Apuntes de geometría (1917)
- Resumen de las lecciones de Geometría Analítica del espacio explicadas en la Universidad de Valencia (1920)
- Elementos de Geometría Analítica II (1920)
- Elementos de Geometría Analítica plana (1920)
- Resumen de las lecciones de Geometría Analítica del Espacio explicadas en la Universidad de Valencia (1921)
- Artículos sobre Euclides y Esterometría (1924)
- Curso de Cálculo de Probabilidades (1928)
- Nociones de Mecánica estadística Clásica de aplicación a las teorías cinéticas de los gases (1929)